# Dasturella bambusina
Dasturella bambusina är en svampart som beskrevs av Mundk. & Khesw. 1943. Dasturella bambusina ingår i släktet Dasturella och familjen Phakopsoraceae.   Inga underarter finns listade i Catalogue of Life.